# Gianluca Paparesta
Gianluca Paparesta (Bari, 25 maggio 1969) è un dirigente sportivo, politico ed ex arbitro di calcio italiano.

## Biografia
Figlio dell'ex arbitro Romeo Paparesta, dalla stagione 2011-2012 è stato nella squadra degli opinionisti di Premium Calcio.
Nell'aprile del 1992 si laureò in Economia e Commercio con 110 e lode, dal 1993 è titolare di uno studio di consulenza tributaria e commerciale.

## Carriera
Ben presto la sua passione lo portò a frequentare il corso per arbitri nella sezione di Bari; a 16 anni iniziò la sua attività arbitrale.
Nel 1994 arbitrò la finale di ritorno dello Scudetto Dilettanti fra Pro Vercelli e Giulianova.
Esordì in Serie A nell'ultima di campionato della stagione sportiva 1997-1998 il 16 maggio 1998 in Vicenza-Udinese e dovette far fronte alla festosa invasione di campo dei tifosi biancorossi. La stagione successiva gli fu assegnato il "Premio Giorgio Bernardi", destinato al miglior giovane arbitro debuttante in Serie A.
Salì in breve ai vertici imponendosi come uno dei migliori arbitri italiani e arrivando alla qualifica di internazionale. In carriera ha diretto quattro finali di Coppa Italia: nel 2000 Inter-Lazio, nel 2002 Parma-Juventus, nel 2003 Roma-Milan e nel 2004 Juventus-Lazio.
Vanta 135 presenze nella massima serie. Era solito arbitrare con un fischietto blu. In carriera ha diretto numerose "classiche" del campionato italiano: tre Juventus-Inter, un derby di Milano, due derby di Roma, tre Milan-Juventus, una Juventus-Roma, quattro Milan-Roma e un derby della Mole.
A livello internazionale vanta la direzione al torneo calcistico dell'Universiade di Daegu nel 2003.

### La dismissione dalla C.A.N.
Dal 1º gennaio 2008 non figura più tra gli arbitri internazionali italiani.
Viene dismesso per "normale avvicendamento" il 4 luglio 2008: contro tale decisione Paparesta si appella prima alla Camera di conciliazione e arbitrato dello sport del CONI, e, non avendo soddisfazione, successivamente al T.A.R. del Lazio, che in via cautelare accoglie il suo ricorso contro la dismissione, confermata poi il 18 febbraio 2009 con provvedimento motivato dal Presidente dell'AIA Cesare Gussoni e dal designatore C.A.N. Pierluigi Collina.
Contro quest'ultimo atto motivato, Paparesta promuove ancora ricorso al T.A.R. del Lazio che, il 6 agosto 2009, lo accoglie in via cautelare ritenendo la dismissione del barese illegittima e illogica.
L'8 settembre 2009 il Comitato Nazionale AIA, pur annunciando l'impugnazione del provvedimento del T.A.R. dinanzi al Consiglio di Stato, ammette Paparesta alle visite mediche e ai test attitudinali e atletici in vista dell'eventuale reintegro nell'organico della C.A.N.. Però il Consiglio di Stato il 15 ottobre, accogliendo il ricorso dell'AIA, dichiara la carenza di giurisdizione della giustizia amministrativa nel sindacare le decisioni tecniche del ricorrente in via cautelare, poi il T.A.R. del Lazio il 27 novembre sospende il suo giudizio in attesa che la Cassazione si pronunci sulla giurisdizione.
Il 9 aprile 2010 si dimette dall'Associazione Italiana Arbitri (AIA), abbandonando quindi la possibilità di un reintegro.

### I processi collegati a Calciopoli
Nel 2006 venne coinvolto nello scandalo di Calciopoli per i suoi contatti con la dirigenza juventina e in particolare con Luciano Moggi e dopo alcune intercettazioni in cui Moggi si vantava di averlo chiuso nello spogliatoio di Reggio Calabria al termine della partita Reggina-Juventus del 6 novembre 2004), per cui fu accusato di omessa denuncia (il fischietto barese dichiarerà di non essere mai stato chiuso in quello spogliatoio, e la procura di Reggio Calabria gli darà ragione); al termine del processo sportivo venne inibito per tre mesi. A ciò si aggiunse un'ulteriore sospensione comminata dalla Commissione Disciplinare dell'AIA fino al termine della stagione 2006-2007 in riferimento anche ai contatti avuti col dirigente milanista Leonardo Meani; la pena fu poi annullata dalla Corte Federale della FIGC che, nel dichiararlo completamente estraneo ai fatti, sancì la competenza degli organi della FIGC per le questioni relative a procedimenti in cui risultano coinvolti arbitri e soggetti tesserati.
Nell'aprile 2008, per quegli stessi fatti, è ancora una volta assolto dopo il nuovo procedimento dalle sezioni unite della Corte di Giustizia della FIGC. A causa di quest'inchiesta, il Commissario Straordinario dell'AIA Luigi Agnolin decise di depennarlo dalla lista degli arbitri internazionali per il 2007, sostituendolo con Andrea De Marco: in extremis, però, ci fu un ripensamento, e con il benestare del Presidente della FIFA Joseph Blatter, sia Paparesta che De Marco vennero inseriti nell'elenco degli arbitri internazionali per il 2007 (elenco comprendente 11 direttori di gara italiani, cifra mai raggiunta da nessun'altra Federazione). In seguito, però, all'avvenuta notifica presso di lui dell'avviso di fine indagine da parte della Procura di Napoli, che gli contestò il reato di associazione a delinquere finalizzata alla frode sportiva (inchiesta Calciopoli sotto il profilo penale), Paparesta venne sospeso in via cautelare dall'AIA.
Le accuse formulate sostengono che Paparesta sarebbe stato in contatto con Luciano Moggi attraverso dei cellulari forniti di schede telefoniche svizzere non intercettabili nel contenuto: il padre di Gianluca, Romeo Paparesta (ex arbitro di Serie A e dirigente arbitrale), afferma invece che quelle schede sarebbero state cedute da Moggi a lui e non al figlio. In attesa di chiarire meglio la sua posizione sul piano processuale, la Procura di Napoli ha stralciato il fascicolo che lo riguardava e l'AIA lo ha sospeso in via cautelare. Nel febbraio 2008 la Procura di Napoli archivia definitivamente la sua posizione e di conseguenza il presidente dell'AIA Cesare Gussoni gli revoca la sospensione cautelare. Nell'aprile 2008 viene però di nuovo deferito dal Procuratore FIGC Stefano Palazzi che vuole chiarire la vicenda penale appena conclusa sotto il profilo della giustizia sportiva e disciplinare. Paparesta esce dal processo di fronte alla Commissione Disciplinare "patteggiando" una sanzione (come consentito dal nuovo codice di giustizia sportiva) di due mesi di inibizione (mentre al padre Romeo vengono inflitti 20 mesi di inibizione, sempre grazie a questo patteggiamento).

## Politica
Il 1º agosto 2009 viene nominato dal Sindaco di Bari, Michele Emiliano, assessore in giunta con delega al Mezzogiorno, politiche comunitarie, piano strategico, rapporti internazionali, marketing territoriale e comunicazione istituzionale. Si dimetterà dall'incarico il 18 settembre 2013 per ragioni personali.

## Dirigente
Il 7 ottobre 2013 viene ingaggiato dal Bari come club manager. Come recita il comunicato ufficiale del club, tra i compiti di Paparesta ci saranno i rapporti con la comunità locale, nazionale ed internazionale, le relazioni con le Istituzioni pubbliche e private con particolare riferimento al mondo dell'imprenditoria, e ogni attività connessa all'accrescimento dell'immagine della società. Il club manager supporterà la comunicazione, e curerà i progetti speciali finalizzati al radicamento della società sul territorio, ruolo che poi lascerà per divergenze societarie nel febbraio 2014 con il club sull'orlo del fallimento.
Il 20 maggio 2014 si aggiudica all'asta l'azienda precedentemente appartenuta all'A.S. Bari S.p.A per 4,8 milioni di euro (incluso il titolo sportivo) dopo due aste andate deserte, rinominandola Football Club Bari 1908 e divenendone presidente.
Il 23 giugno 2016 Paparesta lascia la presidenza del Bari cedendo tutte le quote al socio di minoranza Cosmo Antonio Giancaspro che diventa così amministratore unico della società biancorossa.
Dal 23 giugno 2017 è il direttore generale del Matera Calcio. Il 25 settembre però, non avendo mai firmato un contratto e dopo aver atteso due mesi, preferisce interrompere il rapporto con la società lucana.
Candidatosi alla presidenza della Lega B, il 23 novembre dello stesso anno si ritira poco prima della votazione lasciando che vinca Mauro Balata poiché “mi è stato impedito da Balata, commissario e candidato, di esporre il mio programma in assemblea. Qualche club mi aveva dato fiducia e credevo che questo fosse il momento giusto per crescere confrontandosi. Mi sono fatto da parte. Evidentemente anche in B ci sono sempre determinate forze e determinati poteri”.
Nell’ottobre del 2019 diventa direttore operativo del Palermo in Serie D; nei mesi precedenti aveva chiuso un accordo tra i rosanero e l’emittente ElevenSports sia per i diritti nazionali che internazionali.
 Al termine della stagione conclude l’esperienza in rosanero.

### Doping finanziario del bilancio del Bari
Il 13 ottobre 2015 viene accusato di doping finanziario dalla procura di Milano per aver aggiustato il bilancio del Bari per evitare il rischio di non poter iscrivere la squadra in Serie B e tutto ciò grazie a 500 000 euro provenienti da società svizzere riconducibili a Infront e Tax and Finance.

## Filmografia
- 2015 - Una meravigliosa stagione fallimentare